# Giuseppe Bonomo
Giuseppe Bonomo (Palermo, 30 aprile 1923 – Palermo, 5 ottobre 2006) è stato un etnologo italiano.
Laureatosi in Lettere all'Università di Palermo nel 1945, è stato successivamente assistente nella stessa università alla cattedra di Storia delle tradizioni popolari, diretta da Giuseppe Cocchiara. Dal 1954 al 1961, avendo già conseguito la libera docenza, ha insegnato come professore incaricato Storia delle tradizioni popolari presso la Facoltà di Magistero dell'Università di Firenze. Nel 1961 ha vinto il concorso presso la Facoltà di Magistero dell'Università di Palermo per la cattedra di Storia delle tradizioni popolari, diventandone docente e dal 1964 professore ordinario. Dal 1966 al 1969 è stato preside della facoltà.
Dal 1965 al 1969 è stato direttore del civico Museo Etnografico Giuseppe Pitrè come successore del suo maestro Giuseppe Cucchiara. Dal 1968 al 1996 è stato titolare della cattedra di Storia delle tradizioni popolari, presso la Facoltà di Lettere e Filosofia dell'Università di Palermo, divenendone dal 1972 pro-rettore.
Dal 2000 fino alla morte è stato presidente del Comitato di redazione della rivista Il Pitrè, trimestrale del Museo Etnografico. Dopo una lunga malattia durata quasi dieci anni si è spento a Palermo il 5 ottobre del 2006.
Come il Cocchiara, Giuseppe Bonomo è stato ispirato da un forte impianto metodologico e da una vasta esperienza sia teorica sia acquisita sul campo, ed è stato autore di opere che costituiscono un punto di riferimento nel panorama degli studi demologici ed etnoantropologici. Studioso degli usi e delle superstizioni del popolo siciliano, la sua attività è stata orientata a sviscerare i legami tra realtà e immaginario collettivo, tra storia e credenze popolari. Giuseppe Bonomo rappresenta la continuità degli studi demologici ed etnologici sulle tradizioni popolari siciliane.

## Opere
- Scongiuri del popolo siciliano, Palermo, 1953.
- Il Pentamerone e la narrativa popolare, Manfredi, Palermo, 1957.
- Motivi magico-stregonici in una novella dello Straparola, Sansoni, Firenze.
- Caccia alle streghe: la credenza nelle streghe dal secolo XIII al XIX con particolare riferimento all'Italia, Editore Palumbo, Palermo 1959.
- L'opera di Giuseppe Cocchiara dal folklore siciliano alla più ampia prospettiva europea, articolo del 1966.
- Studi demologici, Flaccovio, Palermo, 1970.
- Pitrè Sicilia e i siciliani, Palermo,1989.
- Schiavi siciliani e pirati barbareschi, Palermo, 1996.